# Ants Saar
Ants Saar (* 12. November 1920 in Pahuvere, Landgemeinde Tarvastu; † 10. November 1989 in Tallinn) war ein estnischer Schriftsteller und Parteifunktionär.

## Leben
Ants Saar absolvierte 1940 das Gymnasium in Viljandi und engagierte sich nach der sowjetischen Annexion im Juni 1940 beim stalinistischen Umbau der Gesellschaft. 1943 wurde er Mitglied der KPdSU, und bis 1946 diente er in der Roten Armee. Nach dem Krieg war er Kunstinspektor in Tallinn und Redakteur bei diversen Zeitungen und Zeitschriften. Von 1948 bis 1950 belegte er im Fernstudium Kurse am Maxim-Gorki-Literaturinstitut in Moskau, wo er von 1950 bis 1953 dann die Parteihochschule der KPdSU besuchte. Von 1961 bis 1965 war er Chefredakteur bei Tallinnfilm, danach u. a. Leiter der Kulturabteilung des Zentralkomitees der Kommunistischen Partei Estlands (EKP) und Chefredakteur der russischsprachigen Zeitschrift Tallinn. In all diesen Dienststellungen „vertrat er die ideologische Linie der EKP, wodurch er einer der konsequentesten Sowjetisierer des estnischen Kulturlebens wurde.“
Saar schrieb auch Drehbücher und war seit 1949 Mitglied des Estnischen Schriftstellerverbands.

## Werk
Saar debütierte nach dem Kriege in Periodika und legte sein erstes Buch erst in der Tauwetter-Periode vor, ohne sich damit allerdings von der bis dahin vorherrschenden strengen Parteilinie abzuheben. Seine Bücher sind durchweg in einem sachlichen Stil verfasst und realistische Dokumentarprosa, die nicht das Niveau erreicht, das vergleichbare Themen behandelnde Autoren wie Vladimir Beekman, Paul Kuusberg, Juhan Peegel oder Ülo Tuulik beherrschten, worauf bereits die zeitgenössische Kritik hinwies.

## Übersetzungen
Von Saar liegen Bücher auf Russisch und Litauisch vor, einige seiner Erzählungen sind auch in andere Sprachen übersetzt worden. Auf Deutsch liegt eine einzige Erzählung vor, die ein bibliographischer Einzelbeleg bleibt:
- Nebeneinander. Übersetzt von Viktor Sepp, in: Estnische Novellen. Ausgewählt von Endel Sõgel. Tallinn: Perioodika 1979, S. 331–347.

## Bibliografie
- Inimene otsis õnne ('Ein Mensch suchte sein Glück'). Tallinn: Eesti Riiklik Kirjastus 1958. 216 S.
- Ebatavalised kohtumised ('Ungewöhnliche Begegnungen'). Tallinn: Eesti Raamat 1968. 104 S.
- Nõiutud ring. Jutustusi ('Der verhexte Kreis. Erzählungen'). Tallinn: Eesti Raamat 1969. 109 S.
- Vaikne suvi vaikses linnas ('Ein stiller Sommer in einer stillen Stadt'). Tallinn: Eesti Raamat 1971. 79 S.
- Repliigid kommentaaridega ('Repliken mit Kommentaren'). Tallinn: Eesti Raamat 1976. 168 S.
- Ühe komandeeringu aruanne ('Bericht einer Dienstreise'). Tallinn: Eesti Raamat 1980. 352 S.
- Selgus saabus enne südaööd ('Klarheit kam vor Mitternacht'). Tallinn: Eesti Raamat 1983. 144 S.
- Killud suurest mosaiigist ('Splitter aus einem großen Mosaik'). Tallinn: Eesti Raamat 1986. 190 S.
- Peatused teel ('Wegstationen'). Tallinn: Eesti Raamat 1986. 312 S.